# 진보고등학교
진보고등학교(眞寶高等學校)는 대한민국 경상북도 청송군 진보면 진안리에 있는 공립 고등학교이다.

## 학교 연혁
- 1951년 9월 18일 : 진보중학교 설립 인가
- 1953년 4월 1일 : 진보중·농업고등학교 설립 인가
- 1953년 6월 10일 : 진보중·농업고등학교 개교식
- 1974년 3월 13일 : 진보종합고등학교로 교명 변경
- 1976년 2월 28일 : 진보중학교 폐지
- 1994년 3월 1일 : 진보공업고등학교로 교명 변경
- 2004년 3월 1일 : 진보종합고등학교로 교명 변경
- 2004년 9월 14일 : 진보여자중학교·진보제일고등학교 폐지 및 흡수 통합 인가
- 2005년 1월 10일 : 진보중학교 신설, 진보고등학교로 교명 변경 인가(보통과 2학급, 전산응용기계과 1학급, 정보처리과 1학급)
- 2005년 3월 1일 : 진보중학교 신설, 진보고등학교로 교명 변경
- 2008년 8월 5일 : 신·개축 교사 준공
- 2008년 11월 18일 : 친환경 건물인증(건설교통부, 환경부, 한국교육환경연구원)
- 2019년 3월 1일 : 특별한 교육과정 운영 자율학교 지정(고등학교)
- 2024년 2월 8일 : 진보중 제74회 졸업식(총 8,614명)
- 2024년 2월 8일 : 진보고 제68회 졸업식(총 7,659명)
- 2024년 3월 1일 : 제43대 조충래 교장 취임
- 2024년 3월 4일 : 입학식(중학교 16명)
- 2024년 3월 4일 : 입학식(고등학교 17명)

## 참고 자료
- 진보고등학교 - 한국교육학술정보원 학교알리미